# Crash Bandicoot XS
Crash Bandicoot XS, släppt som Crash Bandicoot: The Huge Adventure i USA och  Crash Bandicoot Advance (クラッシュ・バンディクー アドバンス Kurasshu Bandikū Adobansu?) i Japan, är ett plattformsspel i spelserien om Crash Bandicoot till Nintendo Game Boy Advance. Spelet är det sjunde i serien och första till en handhållen konsol.
Spelet går ut på att rädda jorden från att Doctor Neo Cortex ska förminska den till samma storlek som en grapefrukt med sitt vapen, den så kallade Planetary Minimizer. För att rädda jorden måste Crash Bandicoot samla in de totalt 20 kristallerna till Cocos maskin som ska förstora jorden igen och på vägen måste Crash besegra Cortex och hans medhjälpare.

## Spelet
Spelet innehåller totalt tjugo banor plus fem bossbanor. Crash börjar spelet med fem liv men förlorar ett varje gång han blir träffad av en fiende. För att få extra liv ska Crash antingen samla 100 stycken Wumpa Fruits eller öppna en speciell låda som innehåller ett extra liv. För att skydda sig mot fiender kan Crash använda en Aku Aku-mask, som han får via en annan speciell låda. När Crash besegrat en boss får han en ny rörelse, till exempel dubbelhopp. Kristaller, ädelstenar och färgade Gems ska samlas in för att klara spelet till 100%.